# Fakie
Fakie ist ursprünglich ein Begriff aus der Skateboard-Szene, um Skateboardtricks zu beschreiben. Er bezeichnet das Rückwärtsfahren, bei dem das hintere Teil (das Tail) des Bretts in Fahrtrichtung zeigt. Um einen Fakietrick auszuführen, wird der Trick während des Rückwärtsfahrens performt, z. B. ein „Fakie Ollie“ oder ein „Fakie Kickflip“. Da in anderen Brettsportarten ähnliche Tricks anzutreffen sind, hat sich der Begriff auch beim Snowboard-, Wakeboard- und Skifahren etabliert.

## Unterschied zu Switch
Der Begriff Fakie darf nicht mit dem verwandten Begriff „Switch“ verwechselt werden. Normalerweise hat jeder Mensch eine bevorzugte Stellung auf einem Brett. Entweder wird der linke oder der rechte Fuß vorne platziert. Unter Switch versteht man das Vorwärtsfahren des Bretts mit dem normal hinten platzierten Fuß am vorderen Teil (der Nose) des Bretts.

## Snowboardfahren
Beim Snowboardfahren gibt es zwischen Fakie und Switch keinen Unterschied, da es anders als beim Skateboarden keine Tail- bzw. Nose fokussierte Beinstellung gibt. Die Füße sind durch eine Bindung mit dem Board fest verbunden und ein Wechsel der Fußstellung während des Fahrens ist nicht möglich ist. Die normale Rückwärtsfahrt wird beim Snowboarden aber in der Regel Fakie genannt.

## Skifahren
Beim Skifahren (vor allem im Funsport-Bereich) spricht man von Fakie, wenn der Skifahrer rückwärts den Hang hinabfährt. Oft wird der Begriff verwendet um anzugeben wie ein Skitrick ausgeführt wird. Es ist möglich, einen Trick fakie anzufahren und/oder fakie landen. Für diese speziellen Anforderungen wurden Trickski entwickelt, die auch an ihrem hinteren Ende aufgebogen sind, um in beiden Richtungen die Vorteile der Skispitzen bieten zu können.